# ベサニー・マテック＝サンズ
ベサニー・マテック＝サンズ（Bethanie Mattek-Sands, 1985年3月23日 - ）は、アメリカ・ミネソタ州ロチェスター出身の女子プロテニス選手。身長168cm、体重66kg。右利き、バックハンド・ストロークは両手打ち。WTAランキング最高位はシングルス30位、ダブルス1位。これまでにWTAツアーでシングルス準優勝4度、ダブルスで26勝を挙げている。
4大大会では2012年全豪オープン混合ダブルス、2015年全豪ダブルス、2017年全豪ダブルス、2015年全仏オープン混合、2015年全仏ダブルス、2017年全仏ダブルス、2016年全米ダブルス、2018年全米混合ダブルスで優勝を果たしている。

## 来歴
マテックは5歳からテニスを始め、1999年にプロに転向。2001年全米オープンで主催者推薦選手として4大大会に初出場。1回戦でアリシア・モリクに 4-6, 6-2, 6-4 で敗れた。なかなか初戦突破することが出来ず初勝利を挙げたのは2007年ウィンブルドン選手権でようやく1回戦に勝利した。

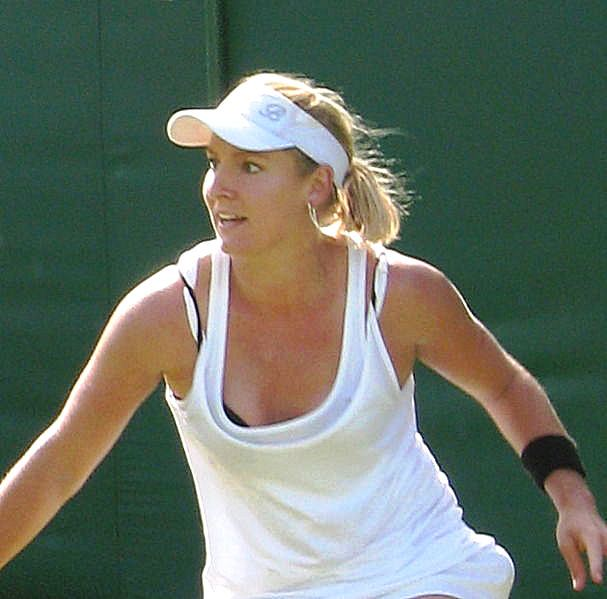
2008年ウィンブルドン選手権にて

2008年ウィンブルドン選手権では3回戦で当時10位のマリオン・バルトリを 6-4, 6-1 で破り初めて4大大会で4回戦に進出した。4回戦ではセリーナ・ウィリアムズに 3-6, 3-6 で敗れた。2008年11月に結婚し夫の姓を併用してベサニー・マテック＝サンズと名乗るようになる。
2011年1月のホップマンカップではジョン・イスナーとペアを組み優勝した。2012年全豪オープンではホリア・テカウと組んだ混合ダブルスで決勝に進出し、エレーナ・ベスニナ&リーンダー・パエス組に 6–3, 5–7, [10–3] で勝利し初の4大大会タイトルを獲得した。
2013年全仏オープンでは2回戦で2年前の優勝者李娜を 5–7, 6-3, 6-2 で破る殊勲を挙げ4回戦に進出した。4回戦ではマリア・キリレンコに 5–7, 4-6 で敗れた。
2015年全豪オープン女子ダブルスそして続く2015年全仏オープン女子ダブルスで、ルーシー・サファロバとペアを組んで優勝した。2015年全仏オープン混合ダブルスでマイク・ブライアンとペアを組み優勝した。
2017年1月9日付ランキングでダブルス1位になり2017年全豪オープン、2017年全仏オープンでサファロバとのペアで優勝を果たし女子ダブルス通算5勝となった。しかし2017年ウィンブルドン選手権シングルス2回戦のソラナ・チルステアとの試合中に転倒して右膝を痛め途中棄権、長期離脱を余儀なくされてしまった。

## WTAツアー決勝進出結果

### シングルス: 4回 (0勝4敗)
| 大会グレード          | 大会グレード                 |
| 2008年以前            | 2009年以後                   |
| --------------------- | ---------------------------- |
| グランドスラム (0–0)  |                              |
| WTAファイナルズ (0–0) |                              |
| ティア I (0–0)        | プレミア・マンダトリー (0-0) |
| ティア I (0–0)        | プレミア5 (0-0)              |
| ティア II (0–0)       | プレミア (0–0)               |
| ティア III (0–1)      | インターナショナル (0–3)     |
| ティア IV ＆ V (0–0)  | インターナショナル (0–3)     |

| 結果   | No. | 決勝日        | 大会             | サーフェス        | 対戦相手             | スコア           |
| ------ | --- | ------------- | ---------------- | ----------------- | -------------------- | ---------------- |
| 準優勝 | 1.  | 2008年11月2日 | ケベックシティ   | カーペット (室内) | ナディア・ペトロワ   | 6–4, 4–6, 1–6    |
| 準優勝 | 2.  | 2010年9月19日 | ケベックシティ   | ハード (室内)     | タミラ・パシェク     | 6–7(6), 6–2, 5–7 |
| 準優勝 | 3.  | 2011年1月15日 | ホバート         | ハード            | ヤルミラ・ガイドソバ | 4–6, 3–6         |
| 準優勝 | 4.  | 2013年3月3日  | クアラルンプール | ハード            | カロリナ・プリスコバ | 1-6, 7-5, 6-3    |

### ダブルス: 38回 (26勝12敗)
| 大会グレード          | 大会グレード                 |
| 2008年以前            | 2009年以後                   |
| --------------------- | ---------------------------- |
| グランドスラム (5–0)  |                              |
| WTAファイナルズ (0–1) |                              |
| ティア I (0–0)        | プレミア・マンダトリー (3-1) |
| ティア I (0–0)        | プレミア5 (2-0)              |
| ティア II (1-1)       | プレミア (11-4)              |
| ティア III (2–0)      | インターナショナル (1–3)     |
| ティア IV ＆ V (1-2)  | インターナショナル (1–3)     |

| 結果   | No. | 決勝日         | 大会                 | サーフェス    | パートナー                       | 対戦相手                                            | スコア              |
| ------ | --- | -------------- | -------------------- | ------------- | -------------------------------- | --------------------------------------------------- | ------------------- |
| 優勝   | 1.  | 2004年8月15日  | バンクーバー         | ハード        | アビゲイル・スピアーズ           | エルス・カレンズ アンナ＝レナ・グローネフェルト     | 6–3, 6–3            |
| 準優勝 | 1.  | 2005年8月17日  | ロサンゼルス         | ハード        | アンジェラ・ヘインズ             | エレーナ・デメンチェワ フラビア・ペンネッタ         | 2–6, 4–6            |
| 準優勝 | 2.  | 2006年5月14日  | プラハ               | クレー        | アシュリー・ハークルロード       | マリオン・バルトリ シャハー・ピアー                 | 4–6, 4–6            |
| 準優勝 | 3.  | 2006年5月21日  | ラバト               | クレー        | アシュリー・ハークルロード       | 晏紫 鄭潔                                           | 1–6, 3–6            |
| 優勝   | 2.  | 2007年7月22日  | シンシナティ         | ハード        | サニア・ミルザ                   | アリーナ・イドコワ タチアナ・ポウチェク             | 7–6(4), 7–5         |
| 優勝   | 3.  | 2008年2月23日  | ボゴタ               | クレー        | イベタ・ベネソバ                 | エレナ・コスタニッチ・トシッチ マルチナ・ミューラー | 6–3, 6–3            |
| 優勝   | 4.  | 2008年4月13日  | アメリアアイランド   | クレー        | ブラディミラ・ウーリロバ         | ビクトリア・アザレンカ エレーナ・ベスニナ           | 6–3, 6–1            |
| 優勝   | 5.  | 2009年4月19日  | チャールストン       | クレー        | ナディア・ペトロワ               | パティ・シュナイダー リガ・デクメイエレ             | 6–7(5), 6–2, [11–9] |
| 優勝   | 6.  | 2009年5月3日   | シュトゥットガルト   | クレー        | ナディア・ペトロワ               | フラビア・ペンネッタ ヒセラ・ドゥルコ               | 5–7, 6–3, [10–7]    |
| 優勝   | 7.  | 2009年5月23日  | ワルシャワ           | クレー        | ラケル・コップス＝ジョーンズ     | 晏紫 鄭潔                                           | 6–1, 6–1            |
| 準優勝 | 4.  | 2010年2月21日  | メンフィス           | ハード (室内) | メガン・ショーネシー             | ミハエラ・クライチェク バニア・キング               | 5–7, 2–6            |
| 優勝   | 8.  | 2010年4月11日  | ポンテベドラビーチ   | クレー        | 晏紫                             | 荘佳容 彭帥                                         | 4–6, 6–4, [10–8]    |
| 準優勝 | 5.  | 2010年6月13日  | バーミンガム         | 芝            | リーゼル・フーバー               | カーラ・ブラック リサ・レイモンド                   | 3–6, 2–3 途中棄権   |
| 準優勝 | 6.  | 2010年8月28日  | ニューヘイブン       | ハード        | メガン・ショーネシー             | クベタ・ペシュケ カタリナ・スレボトニク             | 5–7, 0–6            |
| 準優勝 | 7.  | 2010年9月19日  | ケベックシティ       | ハード (室内) | バルボラ・ザフラボバ・ストリコバ | ソフィア・アルビドソン ヨハンナ・ラーション         | 1–6, 6–2, [6–10]    |
| 優勝   | 9.  | 2011年2月13日  | パリ                 | ハード (室内) | メガン・ショーネシー             | ベラ・ドゥシェビナ エカテリーナ・マカロワ           | 6-4, 6-2            |
| 準優勝 | 8.  | 2011年3月19日  | インディアンウェルズ | ハード        | メガン・ショーネシー             | サニア・ミルザ エレーナ・ベスニナ                   | 0-6, 5-7            |
| 準優勝 | 9.  | 2011年4月10日  | チャールストン       | クレー        | メガン・ショーネシー             | サニア・ミルザ エレーナ・ベスニナ                   | 4-6, 4-6            |
| 優勝   | 10. | 2012年5月26日  | ブリュッセル         | クレー        | サニア・ミルザ                   | アリシア・ロソルスカ 鄭潔                           | 6–3, 6–2            |
| 優勝   | 11. | 2013年1月5日   | ブリスベン           | ハード        | サニア・ミルザ                   | アンナ＝レナ・グローネフェルト クベタ・ペシュケ     | 4–6, 6–4, [10–7]    |
| 優勝   | 12. | 2013年2月23日  | ドバイ               | ハード        | サニア・ミルザ                   | ナディア・ペトロワ カタリナ・スレボトニク           | 6–4, 2–6, [10–7]    |
| 準優勝 | 10. | 2013年4月28日  | シュトゥットガルト   | クレー        | サニア・ミルザ                   | モナ・バルテル ザビーネ・リシキ                     | 4–6, 5–7            |
| 優勝   | 13. | 2015年1月16日  | シドニー             | ハード        | サニア・ミルザ                   | ラケル・コップス＝ジョーンズ アビゲイル・スピアーズ | 6–3, 6–3            |
| 優勝   | 14. | 2015年1月30日  | 全豪オープン         | ハード        | ルーシー・サファロバ             | 鄭潔 詹詠然                                         | 6–4, 7–6(5)         |
| 優勝   | 15. | 2015年4月26日  | シュトゥットガルト   | クレー        | ルーシー・サファロバ             | キャロリン・ガルシア カタリナ・スレボトニク         | 6–4, 6–3            |
| 優勝   | 16. | 2015年6月7日   | 全仏オープン         | クレー        | ルーシー・サファロバ             | ケーシー・デラクア ヤロスラワ・シュウェドワ         | 3–6, 6–4, 6–2       |
| 優勝   | 17. | 2015年8月16日  | トロント             | ハード        | ルーシー・サファロバ             | キャロリン・ガルシア カタリナ・スレボトニク         | 6–1, 6–2            |
| 優勝   | 18. | 2016年3月19日  | インディアンウェルズ | ハード        | ココ・バンダウェイ               | ユリア・ゲルゲス カロリナ・プリスコバ               | 4–6, 6–4, [10–6]    |
| 優勝   | 19. | 2016年4月3日   | マイアミ             | ハード        | ルーシー・サファロバ             | ティメア・バボシュ ヤロスラワ・シュウェドワ         | 6-3, 6-4            |
| 準優勝 | 11. | 2016年4月10日  | チャールストン       | クレー        | ルーシー・サファロバ             | キャロリン・ガルシア クリスティナ・ムラデノビッチ   | 2–6, 5–7            |
| 優勝   | 20. | 2016年9月11日  | 全米オープン         | ハード        | ルーシー・サファロバ             | キャロリン・ガルシア クリスティナ・ムラデノビッチ   | 2–6, 7–6(7–5), 6–4  |
| 優勝   | 21. | 2016年10月1日  | 武漢                 | ハード        | ルーシー・サファロバ             | サニア・ミルザ バルボラ・ストリコバ                 | 6–1, 6–4            |
| 優勝   | 22. | 2016年10月9日  | 北京                 | ハード        | ルーシー・サファロバ             | キャロリン・ガルシア クリスティナ・ムラデノビッチ   | 6–4, 6–4            |
| 準優勝 | 12. | 2016年10月30日 | シンガポール         | ハード (室内) | ルーシー・サファロバ             | エカテリーナ・マカロワ エレーナ・ベスニナ           | 6–7(5), 3–6         |
| 優勝   | 23. | 2017年1月7日   | ブリスベン           | ハード        | サニア・ミルザ                   | エカテリーナ・マカロワ エレーナ・ベスニナ           | 6–2, 6–3            |
| 優勝   | 24. | 2017年1月28日  | 全豪オープン         | ハード        | ルーシー・サファロバ             | 彭帥 アンドレア・フラバーチコバ                     | 6–7(4), 6–3, 6–3    |
| 優勝   | 25. | 2017年4月9日   | チャールストン       | クレー        | ルーシー・サファロバ             | ルーシー・ハラデツカ カテリナ・シニアコバ           | 6-1, 4-6, [10-7]    |
| 優勝   | 26. | 2017年6月11日  | 全仏オープン         | クレー        | ルーシー・サファロバ             | アシュリー・バーティ ケーシー・デラクア             | 6–2, 6–1            |

## 4大大会ダブルス優勝
- 全豪オープン 女子ダブルス：2勝（2015年・2017年）、混合ダブルス：1勝（2012年）
- 全仏オープン 女子ダブルス：2勝（2015年・2017年）、混合ダブルス：1勝（2015年）
- 全米オープン 女子ダブルス：1勝（2016年）［混合ダブルス準優勝：2015年］

## 4大大会シングルス成績
略語の説明
| W | F | SF | QF | #R | RR | Q# | LQ | A | Z# | PO | G | S | B | NMS | P | NH |

W=優勝, F=準優勝, SF=ベスト4, QF=ベスト8, #R=#回戦敗退, RR=ラウンドロビン敗退, Q#=予選#回戦敗退, LQ=予選敗退, A=大会不参加, Z#=デビスカップ/BJKカップ地域ゾーン, PO=デビスカップ/BJKカッププレーオフ, G=オリンピック金メダル, S=オリンピック銀メダル, B=オリンピック銅メダル, NMS=マスターズシリーズから降格, P=開催延期, NH=開催なし.
| 大会           | 2000 | 2001 | 2002 | 2003 | 2004 | 2005 | 2006 | 2007 | 2008 | 2009 | 2010 | 2011 | 2012 | 2013 | 2014 | 2015 | 2016 | 2017 | 通算成績 |
| -------------- | ---- | ---- | ---- | ---- | ---- | ---- | ---- | ---- | ---- | ---- | ---- | ---- | ---- | ---- | ---- | ---- | ---- | ---- | -------- |
| 全豪オープン   | A    | A    | A    | A    | LQ   | A    | LQ   | LQ   | LQ   | A    | LQ   | 1R   | 1R   | LQ   | 1R   | 3R   | 1R   | LQ   | 2–5      |
| 全仏オープン   | A    | A    | A    | A    | LQ   | LQ   | 1R   | LQ   | 2R   | 1R   | 2R   | 3R   | 2R   | 4R   | A    | 1R   | 1R   | 3R   | 10–10    |
| ウィンブルドン | A    | A    | A    | LQ   | LQ   | A    | 1R   | 2R   | 4R   | 1R   | 1R   | 1R   | A    | 1R   | A    | 3R   | 1R   | 2R   | 7–10     |
| 全米オープン   | LQ   | 1R   | 1R   | 1R   | 1R   | 1R   | 1R   | 2R   | 2R   | 2R   | 2R   | 1R   | 1R   | 2R   | A    | 3R   | 1R   | A    | 7–15     |